# 李勳 (天順進士)
李勳（1436年—？），字茂烈，江西吉安府安福縣人，明朝政治人物。進士出身。

## 生平
江西鄉試第八名。天順八年（1464年）甲申科會試第二百七名，殿試登進士第三甲第二十六名。

## 家族
曾祖李仕宗。祖父李友直。父亲李惟省。